# Francis Palmero
Pour les articles homonymes, voir Palmero.
Francis Palmero, né le 8 décembre 1917 à Nice (Alpes-Maritimes) et mort le 13 mai 1985 dans la même ville, est un homme politique français.

## Biographie
Francis Palmero entre, comme son père, dans l'administration municipale de la ville de Nice en 1935. Il y mène une carrière brillante, interrompu par sa courte mobilisation au début de la deuxième guerre mondiale, et accède au poste le plus élevé, celui de secrétaire général, en 1951.
C'est sous l'égide de Jean Médecin, maire de Nice, qu'il entame une carrière politique. Élu conseiller municipal de Menton en 1953 et nommé premier adjoint au maire Julien Kubler, il succède à ce dernier le 1er février 1954.
En 1958, sa carrière politique décolle. Il est élu coup sur coup conseiller général des Alpes-Maritimes sous l'étiquette Centre républicain, un parti né d'une dissidence de droite du parti radical, puis député, dès le premier tour, avec le soutien de la droite locale et du parti radical. Après avoir été non-inscrit, il siège, comme son mentor, dans le groupe de l'Entente démocratique à partir de juillet 1959.
Le 17 juin 1961, il succède à Jean Médecin à la présidence du conseil général des Alpes-Maritimes et le reste, une première fois, jusqu'en 1964. Il est réélu député en 1962, toujours sous l'étiquette du Centre républicain, et siège alors parmi les non-inscrits. Député plutôt actif, il intervient essentiellement sur les questions en rapport avec son département d'élection. Réélu député en 1967, siégeant au sein du groupe Progrès et démocratie moderne, il retrouve cette année-là la présidence du conseil général.
Emporté par la vague gaulliste de 1968, il perd son siège de député au profit d'Emmanuel Aubert. Il retrouve le Parlement en 1971, lorsqu'il est élu Sénateur. Il siège alors au sein du groupe de l'Union centriste. Très actif dans les débats parlementaires, il l'est aussi dans le développement local, jouant notamment un rôle important dans la création et le développement de Sophia Antipolis.
Son implantation électorale tend cependant à se réduire. En 1973, il cède la présidence du conseil général à Jacques Médecin, nouvel homme fort de la droite locale. En 1977, il est battu par Emmanuel Aubert (RPR) aux municipales à Menton, et c'est en vain qu'il tente, en 1983, de retrouver son mandat.
Il reste cependant conseiller général, et sénateur, jusqu'à sa mort, en 1985, des suites d'une longue maladie.

## Mandats
- 1958-1985 : conseiller général de Menton
- 1958-1968 : député des Alpes-Maritimes (centriste)
- 1961-1964 : président du conseil général des Alpes-Maritimes
- 1967-1973 : président du conseil général des Alpes-Maritimes
- 1971-1985 : sénateur des Alpes-Maritimes (UDF à partir de 1978)
- 1953-1977 : maire de Menton